# Bolnisi (stad)
Bolnisi (Georgisch: ბოლნისი) is een stad in het zuiden van Georgië met ongeveer 8.300 inwoners, gelegen in de regio Kvemo Kartli. De stad is het bestuurlijk centrum van de gelijknamige gemeente en ligt hemelsbreed 35 kilometer ten noordoosten van hoofdstad Tbilisi. Bolnisi is gesitueerd op 500-550 meter boven zeeniveau op de linkeroever van de Masjavera-rivier. De stad verloor een groot gedeelte van zijn niet-Georgische bevolking na het uiteenvallen van de Sovjet-Unie.

## Geschiedenis

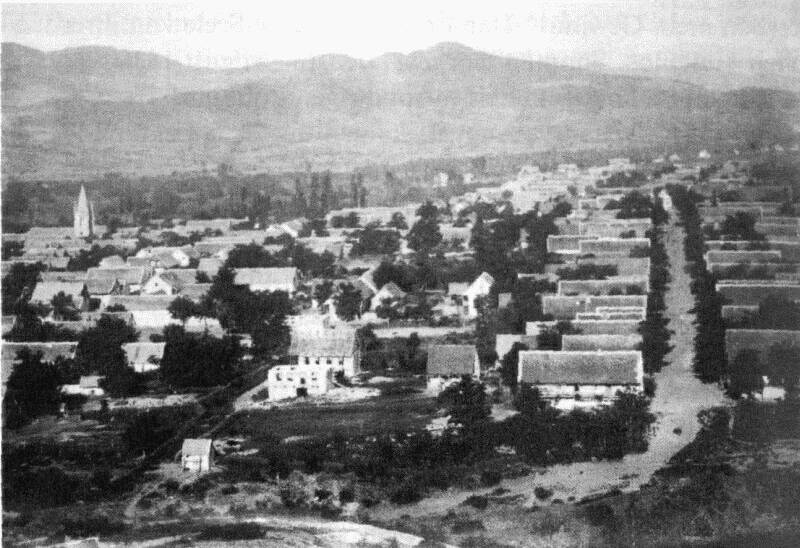
Katharinenfeld in 1941

De stad werd opgericht in 1818 door 95 kolonistenfamilies uit de Duitse streek Zwaben. Deze zogeheten Kaukasusduitsers stichtten vanaf 1818 verschillende koloniën in Russisch gecontroleerd Georgië, nadat tsaar Alexander I een jaar eerder daar toestemming voor had verleend. De Duitsers emigreerden onder meer vanwege economische redenen maar ook vanwege hun Lutherse geloof.
Zo ontstonden in 1818 Elisabethtal (Asoereti) en (Neu-)Katharinenfeld, het huidige Bolnisi. De naam was afgeleid van koningin Catharina van Württemberg, die ook een zus was van tsaar Alexander. Tijdens de moslimopstand van 1826 in de Zuidelijke Kaukasus werd de kolonie overvallen door islamitische rebellen waarbij veel inwoners werden gedood of verkocht als slaven in het Ottomaanse Rijk. 

### Sovjetperiode
In 1921 viel de Democratische Republiek Georgië door de invasie van het Rode Leger en werd het land geannexeerd door de Sovjets. Katharinenfeld kreeg in 1921 de naam Luxemburg, naar de Duitse marxistische politica, filosofe en revolutionaire Rosa Luxemburg. In 1941 brak de Grote Vaderlandse Oorlog tegen Nazi Duitsland uit en werden alle nakomelingen van Duitsers die niet met Georgiërs waren gehuwd gedeporteerd naar Siberië en Kazachstan. In 1943 werd de naam van de stad (en het rajon) gewijzigd in het huidige Bolnisi, naar het al bestaande nabijgelegen dorp met zijn historisch belangrijke kerk. 
Bolnisi kreeg per 1 januari 1968 stadsrechten, en was toen een plaats van circa 16.000 inwoners waar wijn werd gemaakt, groenteconserven-, kaas- en boterfabrieken stonden, en bouwmaterialen werden geproduceerd. Na het uiteenvallen van de Sovjet-Unie en de onafhankelijkheid van Georgië daalden de economische omstandigheden in de omgeving en de stad sterk. Door emigratie reduceerde de bevolking.
Op 8 augustus 2008 werden militaire gronddoelen in Bolnisi door Russische strijdkrachten aangevallen tijdens de Russisch-Georgische Oorlog.

## Demografie
Begin 2024 had Bolnisi 8.348 inwoners, een verlies van 6% sinds de volkstelling van 2014. 
| Aantal                                                           | - | 4.591 | 5.658 | 7.137 | 12.420 | 11.504 | 12.442 | 15.047 | 9.944 | 8.967 | 8.205 | 8.348 |
| Verantwoording data: Bevolkingsstatistiek Georgië 1897 tot heden |   |       |       |       |        |        |        |        |       |       |       |       |

### Etniciteit

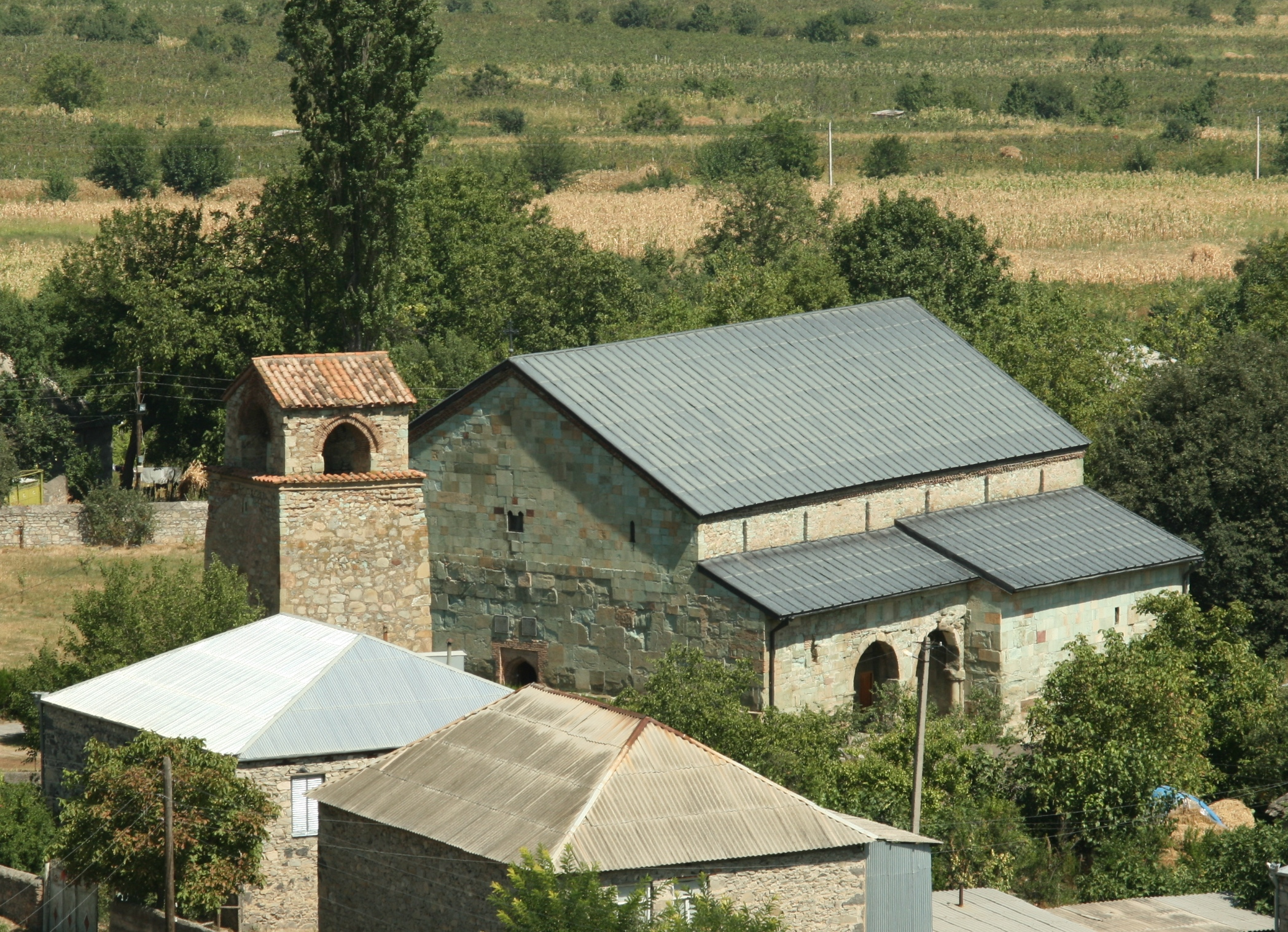
Bolnisi Sioni kathedraal

De bevolking van Bolnisi bestond in 2014 voor 89% uit Georgiërs en voor 8,7% uit Armeniërs. Kleine groepen etnische minderheden waren Pontische Grieken (0,9%), Russen (0,7%) en enkele tientallen Azerbeidzjanen en Oekraïners.
In 1979 was de bevolking van Bolnisi minder Georgisch (42%). De Armeniërs, Azerbeidzjanen en Grieken maakten een groter deel uit van de stad met respectievelijk 28%, 16% en 8% op een bevolking van ruim 12.000. Deze cijfers zijn illustratief voor de sterk gewijzigde demografie in de regio na het uiteenvallen van de Sovjet-Unie en de economische malaise in de jaren daarna.

## Bezienswaardigheden

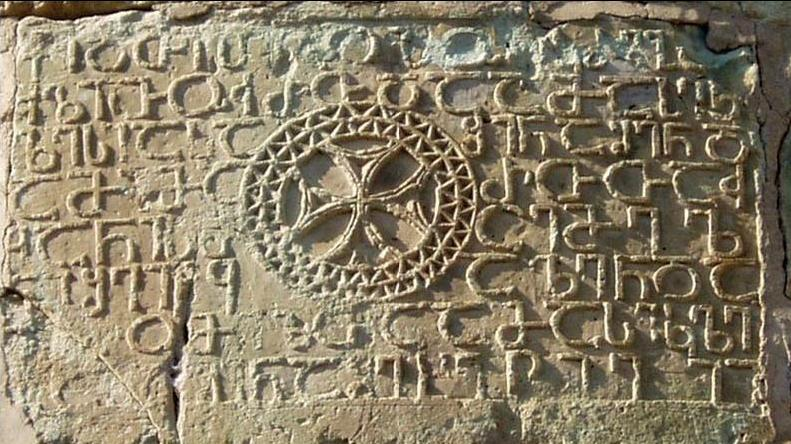
De Bolnisi-inscripties in de Sioni kathedraal met het Bolnisikruis in het midden.

In de stad Bolnisi en directe omgeving zijn een aantal bezienswaardigheden:
- het Bolnisi Museum, een regionaal historisch museum met vele archeologische (prehistorische) vondsten, de Duitse geschiedenis, maar ook wisselende tentoonstellingen en moderne kunsten.[13]
- enkele straten met oude Duits gestileerde woningen.
- Bolnisi Sioni kathedraal in het dorp Bolnisi, ongeveer 7 kilometer ten zuiden van de stad Bolnisi. Dit is de oudst bewaard gebleven kerk in Georgië uit de 5e eeuw.[14] Op een ornament uit de tijd van de bouw van de kathedraal bevindt zich een afbeelding van het Bolnisikruis, een kruis pattée in reliëf, dat een nationaal symbool van Georgië werd en voorkomt op de vlag van Georgië.
- Twee kilometer ten oosten van het dorp Bolnisi staat de 13e-eeuwse Tsoegroegasjenikerk.

## Vervoer
De belangrijkste doorgaande weg door de stad is de Georgische route van internationaal belang S6 (E117), een secundaire verbinding vanaf Tbilisi naar de Georgisch - Armeense grensovergang Goegoeti - Gogovan in de gemeente Dmanisi. De nationale route Sh35 verbindt Bolnisi met Tetritskaro.
De spoorlijn Marneoeli - Bolnisi - Kazreti loopt door de stad, maar deze is niet meer in gebruik voor passagiersvervoer. Het dichtstbijzijnde actieve station is in Marneoeli.

## Sport
Voetbalclub Sioni Bolnisi werd in 2006 landskampioen van Georgië. Sioni Bolnisi speelt haar wedstrijden in het Tamaz Stephaniastadion.